# Antoni Chapuli Navarro
Antoni Chapuli Navarro (1863 – 19??) fou un escriptor alacantí, col·laborador de la premsa alacantina de la seua època i un gran viatger que va recórrer el mon. Fou secretari del seu oncle, el polític Carlos Navarro Rodrigo, quan aquest ostentà el càrrec de Ministre de Foment. Chapuli va escriure poesia, prosa i teatre.
El primer llibre de Chapuli va ser la col·lecció d'articles i poemes Ocios literarios (1887). És autor de la novel·la Pepín (1892), del text Siluetas y matices, Galeria filipina (1894) i de l'obra teatral Mareas vivas (1907), entre d'altres. Va escriure la seva obra en llengua castellana.